# Appellations de la Première Guerre mondiale
La Première Guerre mondiale est connue sous différentes appellations. Ces dénominations varient selon les lieux, les époques et les énonciateurs, mais les plus courantes restent « Grande Guerre » et « Guerre mondiale », ce dernier nom devenant « Première Guerre mondiale » lors du second conflit mondial.

## La multiplicité des noms de la guerre pendant le conflit

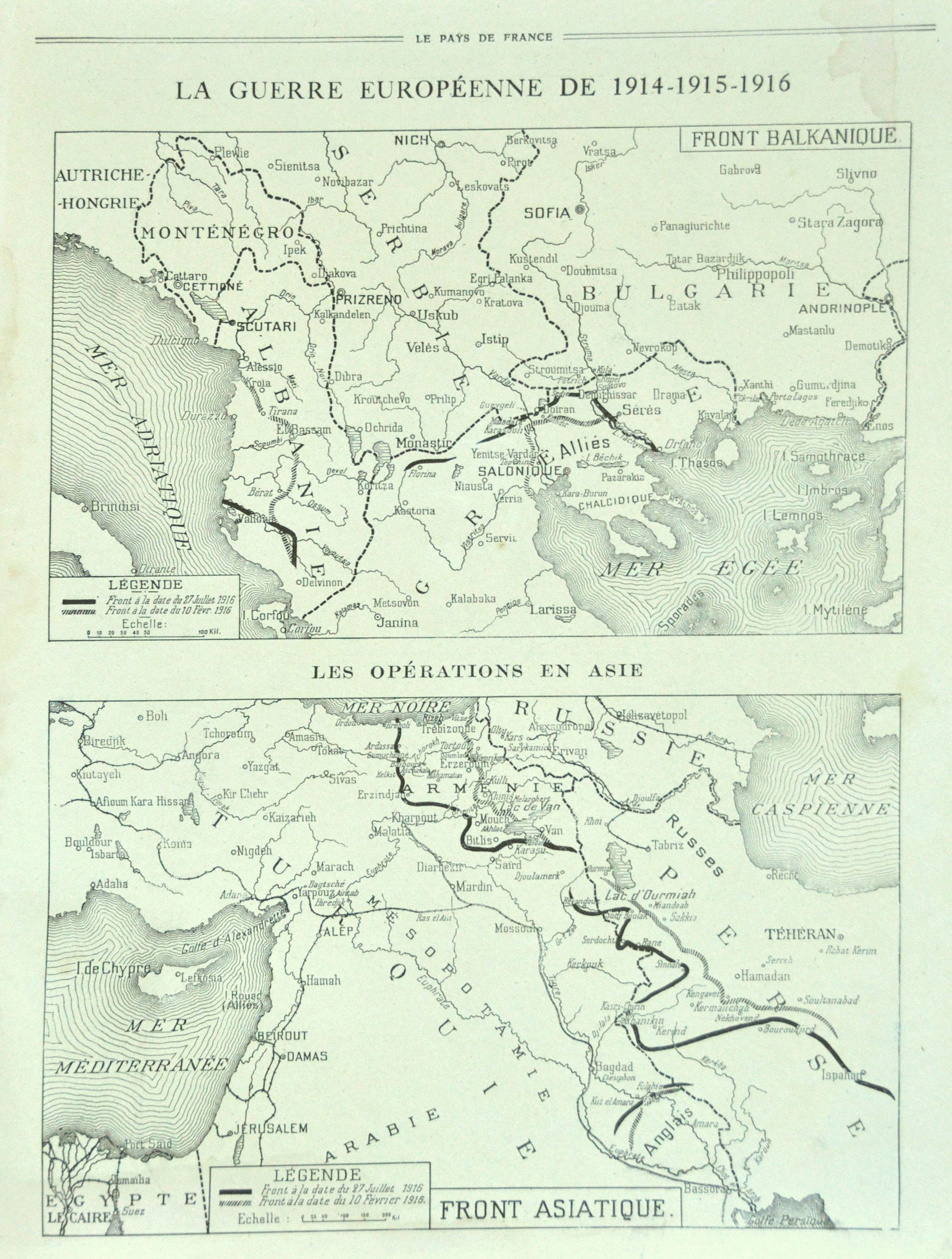
Cartes du front oriental et du front asiatique lors de la Première Guerre mondiale parues dans Le Pays de France (numéro 94 du 3 août 1916, page 17) mentionnant « La guerre européenne 1914-1915-1916 ».

Le nom à donner au conflit en cours est un sujet qui intéresse la presse française dès septembre 1914, et en janvier 1915 L'Intermédiaire des chercheurs et curieux lance une enquête à ce propos. La plupart des appellations utilisées à l'époque révèlent un parti pris évident : « guerre du droit », « de la civilisation », « des peuples », « des nations », « du Kaiser », « pangermanique », « germanique », « antigermanique », « dernière des guerres » (qui devient la « der des ders » pour les poilus)... De manière plus neutre, les Français la nomment aussi « guerre de 1914 », puis « guerre de 1914-1915 », mais cet ajout de la date est abandonné lorsque s'éloigne la perspective d'une fin rapide d'un conflit qui s'enlise. Il réapparaît lorsque les combats cessent, et l'expression « guerre de 14-18 » devient pérenne. Enfin, plus marginalement, des personnalités comme Remy de Gourmont dans La France du 21 février 1915, considèrent que cette guerre n'a nul besoin de se voir accoler un qualificatif, « la Guerre » étant à leurs yeux une dénomination suffisante pour la distinguer de tous les conflits précédents.
De leur côté, les anglophones préfèrent généralement l'appellation imparfaite de « guerre européenne », tandis que les Allemands optent plutôt pour « Weltkrieg », la « guerre mondiale », formule la plus objective compte tenu de l'extension planétaire du conflit, mais qui, d'après Guillaume Apollinaire ne s'est imposée en France qu'avec l'entrée en guerre des Américains. Par rétronymie, elle devient « Première Guerre mondiale » lorsque est déclenché le deuxième conflit d'envergure mondiale.
L'expression « Première Guerre mondiale » est en réalité utilisée pour la première fois dès septembre 1914 par le biologiste et philosophe allemand Ernst Haeckel, qui écrit alors « il ne peut subsister aucun doute que la conduite et le caractère de la redoutée "guerre européenne" [...] va devenir la Première Guerre mondiale au sens le plus entier de l'expression »[réf. souhaitée].

## Succès et critique de l'appellation « Grande Guerre »
Dès le début du conflit, un débat s'engage dans la presse française pour savoir comment nommer cette guerre : les formules de « guerre du droit », « guerre de la civilisation », « guerre des nations », « guerre des peuples » et « grande guerre » ont tour à tour été employées en août et septembre 1914. L'expression « Grande Guerre », peut-être parce qu'elle est plus neutre que les autres, se répand rapidement en concurrence avec les autres dénominations et finit par s'imposer. Le processus est sensiblement identique dans les autres pays. Cependant la formule peut alors avoir un autre sens : dans un almanach allemand de 1915 elle désigne l'aspect stratégique du conflit, par opposition à la « petite guerre », celle de la tactique.  L'acception actuelle de l'expression, qui en fait un synonyme de « Première Guerre mondiale », s'impose néanmoins, le conflit apparaissant clairement comme d'un genre nouveau, par l'ampleur de la mobilisation économique et humaine, par son extension géographique, par des destructions sans équivalent jusqu'alors, par des armes plus létales que jamais.
Jean-Yves Le Naour note cependant l'ambiguïté de cette expression. Pour les contemporains de la guerre, celle-ci a un caractère épique, grandiose, et l'appeler « Grande Guerre » relève de l'affectif, d'un parti pris qui n'est pas le constat neutre d'une violence qui s'est industrialisée. En anglais l'ambiguïté est plus visible encore. « The Great War » peut se traduire par « la Grande Guerre », mais aussi par « la Formidable Guerre ». Il existe donc des critiques de cette expression, comme celle de la journaliste britannique Ann Wroe qui écrit dans The Economist qu'on ne peut qualifier de « grande » une guerre qui a envoyé des millions d'hommes à la mort.